# Plymouth Voyager
El Plymouth Voyager i el Plymouth Grand Voyager van ser minivans fabricades per Chrysler els anys 1974 a 2000, encara que del 1998 al 2000 van vendre's sota DaimlerChrysler.
Inicialment la Voyager no era una minivan, sinó que era un full-size van, que es va vendre durant els anys 1974 a 1984. La Plymouth Voyager, la Chrysler Town and Country, la Dodge Caravan i la Renault Espace d'Europa van ser les primeres minivan modernes; S'atribueix a les minivans de Chrysler de crear aquest segment de vehicles a Nord-amèrica. La Plymouth Grand Voyager és la mateixa Voyager però amb un portaequipatges més gran i perquè és més llarga, però el disseny és el mateix.
Des de la seva presentació, les minivans de Chrysler han estat les més venudes en aquesta categoria als Estats Units.

## Introducció (com a minivan)
Presentada el 1983 com a model del 1984, la segona generació de la Plymouth Voyager va ser construïda sota el xassís Chrysler S, una plataforma que deriva de la "Chrysler K". Quan se dissenyaven es coneixien com a T-115 i van ser anunciades sota l'eslògan de "Magicwagon".
El 1987 es va presentar una versió amb la batalla allargada, la qual va ser anomenada Grand Voyager. Aquesta nova versió seguia usant la mateixa Chrysler S.
A Europa el vehicle va ser venut com a Chrysler Voyager/Grand Voyager. Inicialment produït a la fàbrica "Chysler's Eurostar" i posteriorment a "Magna Steyr" on usava la graella de la Dodge Caravan. La Voyager europea va presentar-se el 1987 i actualment segueix fabricant-se avui dia.
Des de finals del 1983, més d'11 milions de Chrysler, Dodge i Plymouth minivans han estat venudes a data de mitjan 2005.
La Plymouth Voyager va estar a la Ten Best list als anys 1985, 1996 i 1997.

## Primera generació (1974-1983)
Com a full-size van, era essencialment una Dodge Sportsman però amb el nom de Plymouth Voyager. Tenia una capacitat de 12 passatgers (15 amb la "streched version") i va ser el primer Plymouth "truck-bodied" (usa el xassís Chrysler AB. Aquesta primera generació va ser fabricada fins al 1983. De motors, equipava un 5.2L (318 in³) Motor Chrysler LA i un 5.9L (360 in³) Motor Chrysler LA i caixa automàtica de 3 velocitats Torqueflite A488.

## Segona generació (1984-1990)

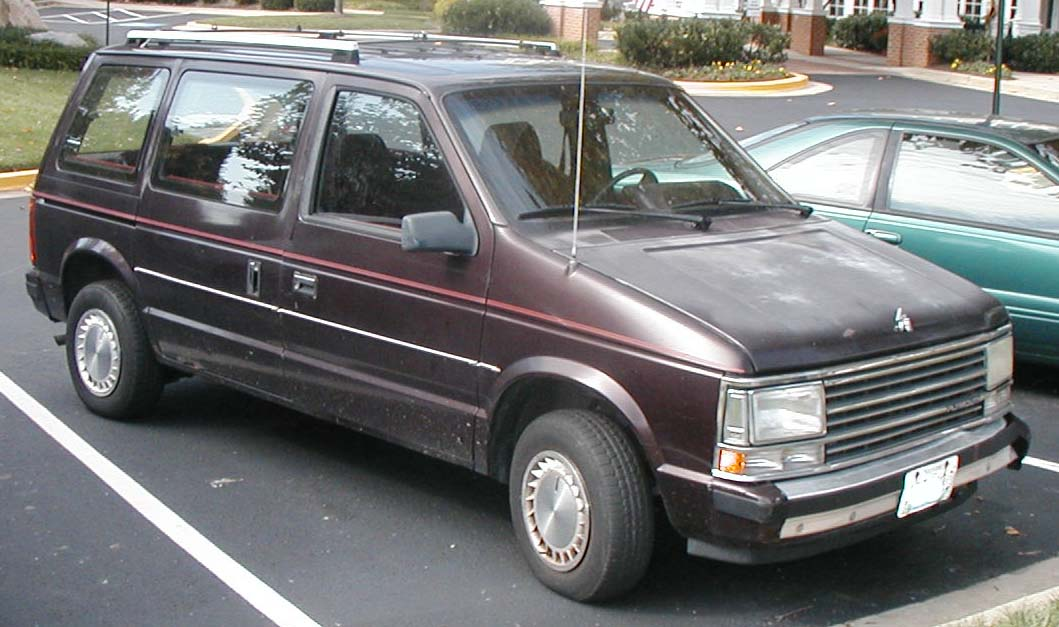
Plymouth Voyager 1987-1990

Mides de la Voyager (en parèntesi, les de la Grand Voyager):
Batalla (Wheelbase): 2,844 (3,025) m
Llargada (Length): 4,467 (4,838) m
Amplada (Width): 1,833 m
Alçada (Height): 1,635 m
Aquesta nova Voyager fa ús de la plataforma Chrysler S. Es va presentar amb 3 nivells diferents d'equipament: Base (el senzill), SE (mig equipat) i LE (el més equipat) que destaca per incloure un vinil de fusta falsa "fake vinyl wood" que més tard passaria a ser un marca registrada per aquestes minivans.
El 1987 es fan petits retocs estètics a la Voyager i es presenta la Grand Voyager.
Mecànicament tenia un assortiment de motors ampli i de caixes de canvi (sobretot en automàtiques):
Automàtica de 3 velocitats: Torqueflite A413, Torqueflite A470, Torqueflite A670
Automàtica de 4 velocitats: Ultradrive A604

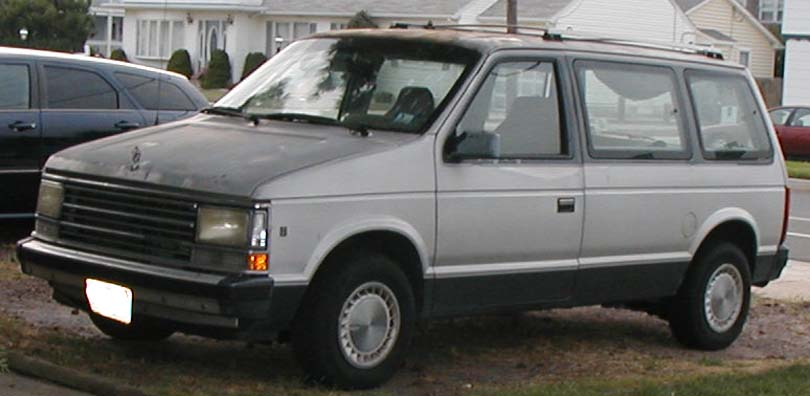
Plymouth Voyager

Manual de 5 velocitats: A525
| Any       | Motor                            | Potència | Torsió 1 |
| --------- | -------------------------------- | -------- | -------- |
| 1984-1987 | 2.2 L Chrysler K 2.2 I4          | 84 cv    | 150 N·m  |
| 1984-1987 | 2.6 L Motor Mitsubishi Astron I4 | 92 cv    | 178 N·m  |
| 1987–1989 | 2.5 L Chrysler K 2.5 TBI I4      | 96 cv    | 183 N·m  |
| 1989-1990 | 2.5 L Chrysler K 2.5 TBI I4      | 100 cv   | 184 N·m  |
| 1989–1990 | 2.5 L Chrysler K 2.5 Turbo I4    | 142 cv   | 230 N·m  |
| 1989-1990 | 3.0 L Motor Mitsubishi 6G V6     | 141 cv   | 231 N·m  |
| 1990      | 3.0 L Motor Mitsubishi 6G V6     | 142 cv   | 231 N·m  |
| 1990      | 3.3 L Motor Chrysler 3.3 V6      | 150 cv   | 244 N·m  |

## Tercera generació (1991-1995)

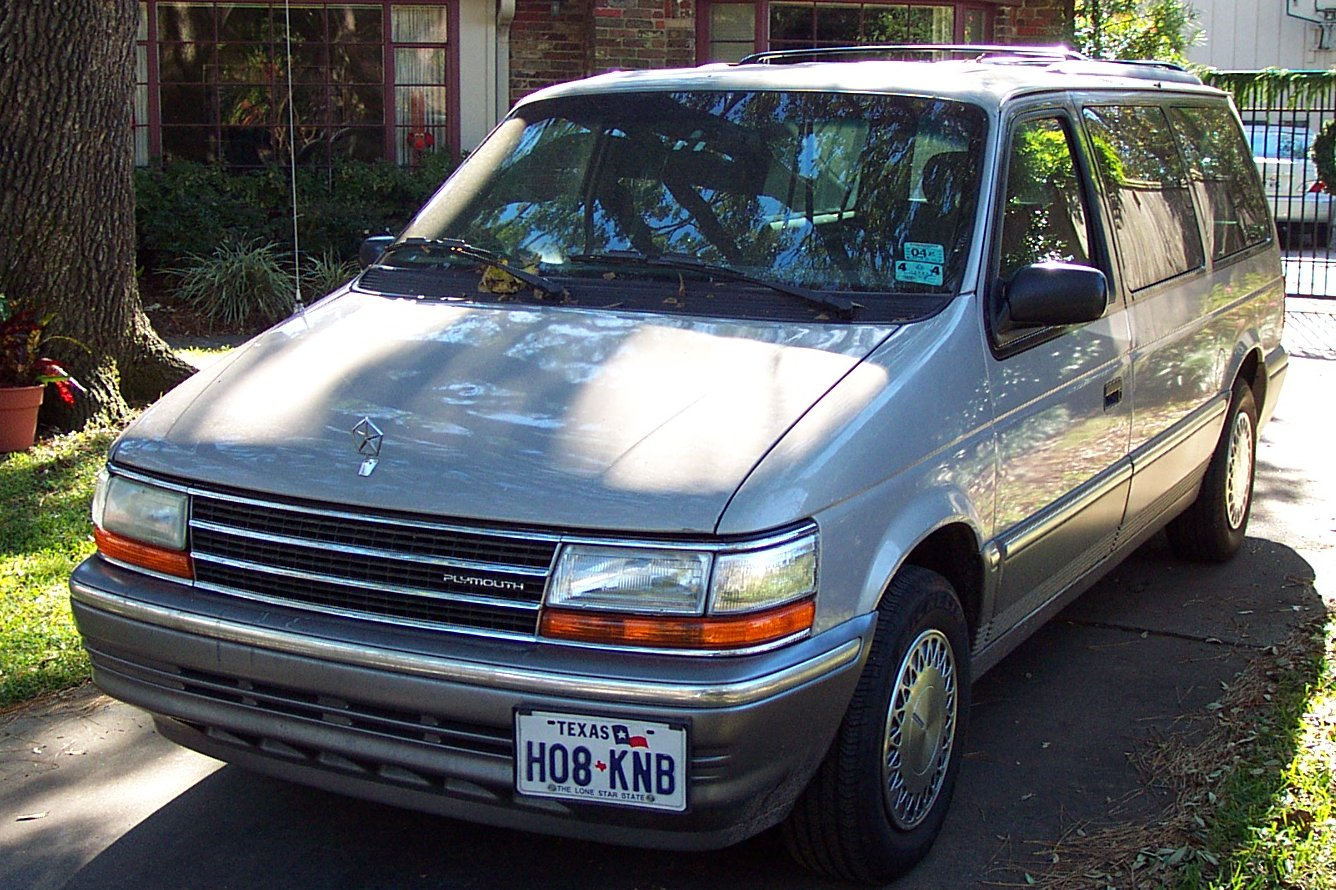
Plymouth Voyager del 1992

Mides de la Voyager (en parèntesi, les de la Grand Voyager):
Batalla (Wheelbase): 2,852 (3,030) m
Llargada (Length): 4,523 (4,897) m
Amplada (Width): 1,828 m
Alçada (Height): 1,676 (1,694) m
Pes (Curb weight): 1520 kg (1624 kg)
Per al 1991 es va fer un restyling a la Voyager, donant-li un disseny més aerodinàmic. El xassís es tracta de l'evolució de l'anterior "Chrysler S" Chrysler AS. Els nivells d'equipament són:
| Nivell/Paquet | Descripció               | Disponible            |
| ------------- | ------------------------ | --------------------- |
| Base          | Equipament bàsic         | Voyager               |
| SE            | Equipament mig           | Voyager/Grand Voyager |
| LE            | Equipament luxe          | Voyager/Grand Voyager |
| LX            | Equipament esportiu/luxe | Voyager               |

Van existir a més a més, el "Sport Wagon" (1993-1995) i el "Rallye" (1994-1995). A Nord-amèrica s'oferia l'opció de tracció integral AWD a tots els paquets, excepte al Base.
Per distingir una Voyager d'una Dodge Caravan cal anar al detall de les llums davanteres i posteriors i la graella. En les llums, la Caravan no usa detalls cromats i a més són lleugerament més grans que les de la Voyager però sobretot, en la graella, ja que la Voyager equipa la graella "eggcrate" de Plymouth. La Chrysler Town and Country comparteix les llums davanteres i posteriors, però diferia la graella en disseny. És clar que, tant la graella com les llums eren intercanviables entre la Voyager y la Town and Country, molts clients adquirien les parts de Plymouth o Chrysler en funció de la seva disponibilitat (pots comprar una Voyager i posar-li el frontal de la Town and Country i viceversa).
Les innovacions que aporta aquesta generació són:
- Seients individuals "Quad Command" (1991).
- Seients de seguretat per infants (1992). Es millora el disseny amb recolza-caps (1994).
- Disponible el ABS (1991).
- Primera mini van amb airbag de conductor (1991), de sèrie (1992), la primera amb doble bossa d'aire (airbag) frontal (1994).
- Primera minivan a complir (1994) els requisits de seguretat dels EUA per 1998.

Cal esmentar que el 1994 rep un restyling, amb un nou tauler de control i uns para-xocs i moltures del xassís noves, a part d'incloure un nou motor 3.8L i actualitzat el 3.3L, s'oferia una edició especial "10 year anniversary edition" disponible als acabats SE.
Motors i transmissions

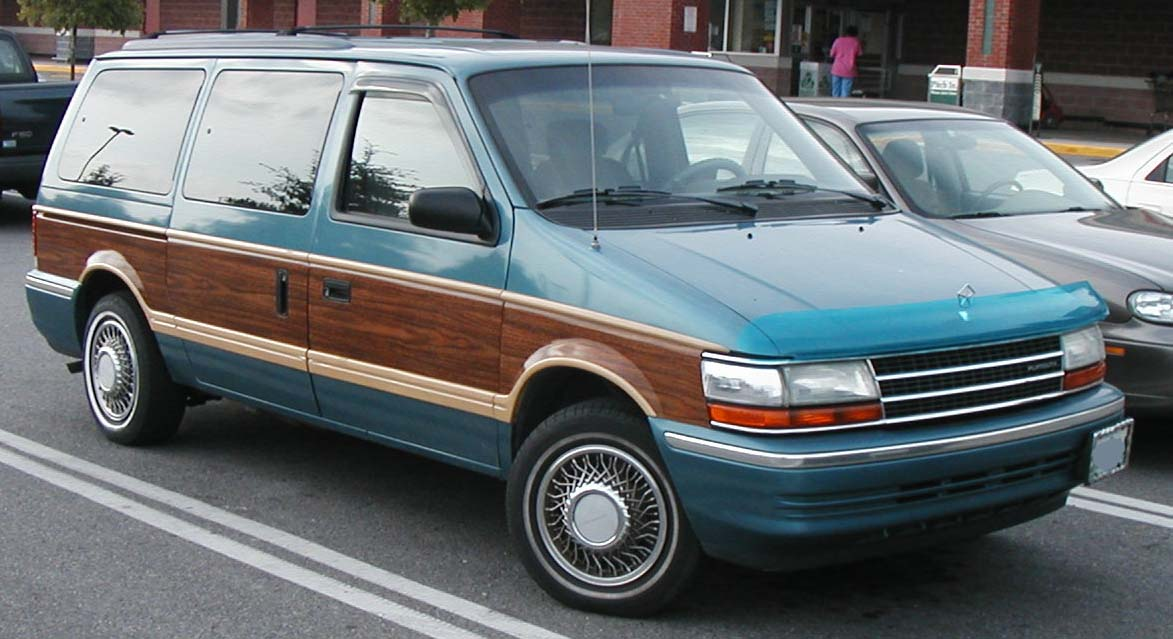
Plymouth Grand Voyager del 1991-1994 amb els "fake vinyl wood"

Automàtica de 3 velocitats: Torqueflite A413 i Torqueflite A670
Automàtica de 4 velocitats: Ultradrive A604
Manual de 5 velocitats
El 1992, la caixa manual anava associada al motor 2.5L. El motor 3.0L V6 amb caixa automàtica de 3 velocitats podia ser substituït pel motor 3.3L V6 que se li associava la caixa automàtica Ultradrive.
| Any       | Motor                        | Potència | Torsió 1 |
| --------- | ---------------------------- | -------- | -------- |
| 1991–1995 | 2.5 L Chrysler K 2.5 TBI I4  | 96 cv    | 183 N·m  |
| 1991-1995 | 3.0 L Motor Mitsubishi 6G V6 | 141 cv   | 231 N·m  |
| 1991-1993 | 3.3 L Motor Chrysler 3.3 V6  | 150 cv   | 244 N·m  |
| 1994-1995 | 3.3 L Motor Chrysler 3.3 V6  | 162 cv   | 263 N·m  |
| 1994-1995 | 3.8 L Motor Chrysler 3.8 V6  | 162 cv   | 288 N·m  |

## Quarta generació (1996-2000)

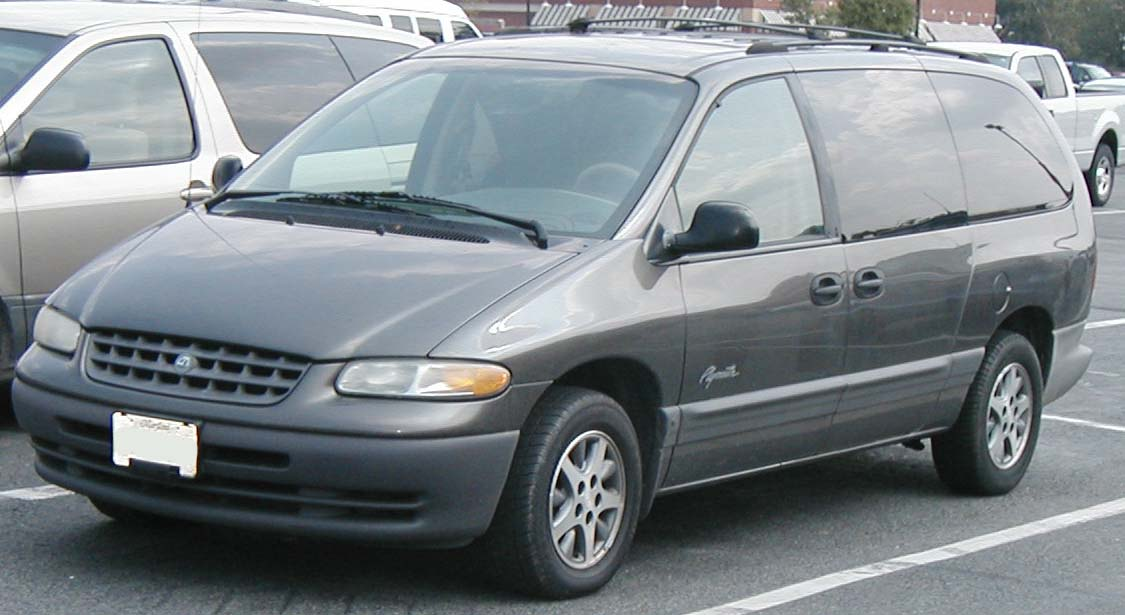
Plymouth Grand Voyager del 1996-2000

Mides de la Voyager (en parèntesi, les de la Grand Voyager):
Batalla (Wheelbase): 2,877 (3,030) m
Llargada (Length): 4,732 (5,069) m
Amplada (Width): 1,920 m
Alçada (Height): 1,739 (1,737) m
Pes (Curb weight): 1622 kg (1692 kg)
La novetat que presenta respecte de les altres generacions és que per primer cop el xassís que estrena, a diferència de l'anterior, ja no està basat en una derivació del "Chrysler K": La nova plataforma Chrysler NS. En aquesta nova generació s'estrena la porta corredora lateral i desapareix l'opció del "fake vinyl wood". Els nivells d'equipament eren:
| Nivell/Paquet | Descripció               | Disponible            |
| ------------- | ------------------------ | --------------------- |
| SE            | Equipament mig           | Voyager/Grand Voyager |
| LE            | Equipament luxe          | Voyager/Grand Voyager |
| LX            | Equipament esportiu/luxe | Voyager               |

Els paquets "Sport Wagon" i "Base" ja no es van oferir, sí el "Rallye" que més tard canviarà el nom per "Expresso". La versió "Rallye" era un "SE" amb més actualitzacions.
Des de 1997 els SE reben un equipament "Plymouth" en el lloc del paquet "Rallye" o "Expresso". Es va introduir de nou la versió amb tracció integral AWD el 1997. La "Pentastar" de Chrysler va ser visible en alguns detalls, ja que la graella del Voyager apareixia la "Sailboat", el logo de Plymouth.
El 2000, 7 seients i aire condiccionat van esdevenir com a equipament estàndard.
Motors i transmissions

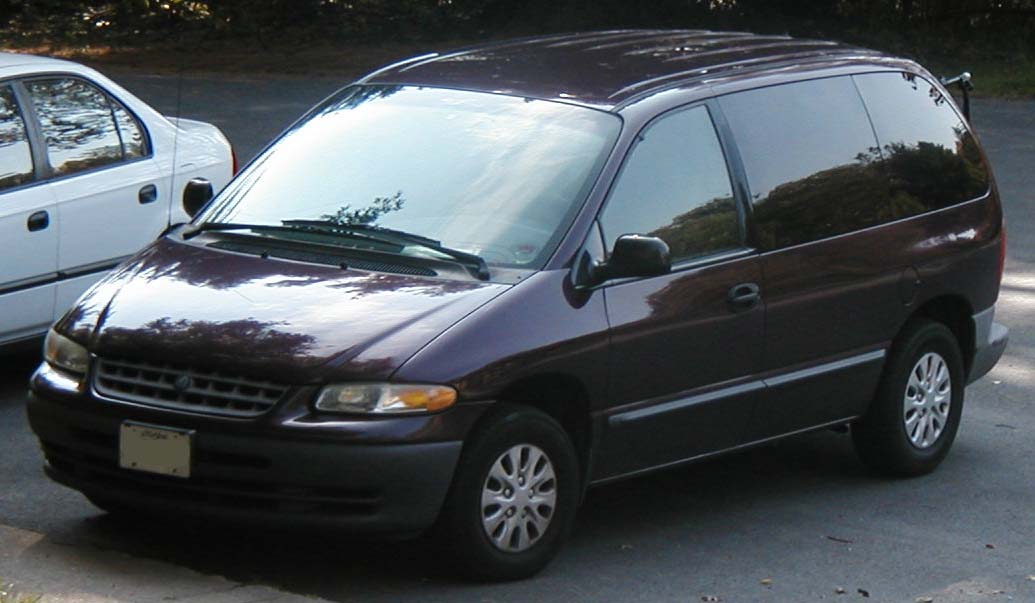
Plymouth Voyager del 1996-1999

Degut a la poca demanda de Voyagers amb transmissió manual, es va decidir suprimir, quedant únicament opcions automàtiques:
Automàtica de 3 velocitats: Torqueflite 31TH i Torqueflite A670
Automàtica de 4 velocitats: Ultradrive 41TE
La Voyager va oferir-se amb un motor 2.4L o 3.0L V6 Mitsubishi com a motors base; cal esmentar que a California, Estats Units i d'altres estats del nord-est el motor 3.0L V6 no es va oferir perquè no complia amb la normativa d'emissions d'aquests estats, on a canvi si es va oferir a partir del 1997 un 3.3L V6 en opció.
| Any       | Motor                          | Potència | Torsió 1 |
| --------- | ------------------------------ | -------- | -------- |
| 1996–2000 | 2.4 L Chrysler 2.4 SFI I4      | 150 cv   | 226 N·m  |
| 1996-2000 | 3.0 L Motor Mitsubishi 6G72 V6 | 150 cv   | 238 N·m  |
| 1996-2000 | 3.3 L Motor Chrysler 3.3 V6    | 158 cv   | 275 N·m  |
| 1998-2000 | 3.8 L Motor Chrysler 3.8 V6    | 180 cv   | 325 N·m  |

## Chrysler Voyager
Degut a l'anunci el 1999 de la supressió de la marca Plymouth, el 2000 als Estats Units van aparèixer una duplicitat entre Plymouth i Chrysler.
La 5a generació de la Plymouth Voyager, en conseqüència, serà redenominada com a Chrysler als Estats Units i només de la Voyager (la Grand Voyager ja no es va oferir). El 2001, la Chrysler Town and Country va absorbint diferents nivells d'equipament de la Voyager.

## Premis i seguretat
- La Voyager va aparèixer a la Ten Best list per 1985 de la revista Car and Driver.
- La Voyager va ser en la Ten Best list de la revista Car and Driver els anys 1996 i 1997.
- La revista Consumer Guide qualifica amb un Best Buy al Voyager del 1996-2000 amb una nota de 8  Arxivat 2007-08-20 a Wayback Machine..
- La NHTSA ha qualificat en 4 estrelles a la Plymouth Voyager del 1999 en el test de xoc frontal.

## Observacions
Els valors de torsió són orientatius, excepte en el motor pushrod 3.3 i 3.8 V6.